# Campolongo Tapogliano
Campolongo Tapogliano is een gemeente in de Italiaanse provincie Udine (regio Friuli-Venezia Giulia) en telt 1215 inwoners (01/01/2011). De oppervlakte bedraagt 10,9 km², de bevolkingsdichtheid is 111 inwoners per km². De gemeente is in 2009 ontstaan door het samenvoegen van de voormalige gemeenten Campolongo al Torre en Tapogliano.

## Geografie
De gemeente ligt op ongeveer 16 m boven zeeniveau.
Campolongo Tapogliano grenst aan de volgende gemeenten: Aiello del Friuli, Romans d'Isonzo (GO), Ruda, San Vito al Torre, Villesse (GO).